# Victor-Frédéric d'Anhalt-Bernbourg
Victor-Frédéric (20 septembre 1700, Bernbourg – 18 mai 1765, Bernbourg) est prince d'Anhalt-Bernbourg de 1721 à sa mort. Il est le fils de Charles-Frédéric d'Anhalt-Bernbourg et de Sophie-Albertine de Solms-Sonnenwalde.

## Descendance

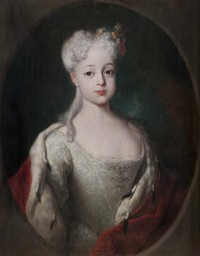
Louise d'Anhalt-Dessau, première épouse de Victor-Frédéric.

Le 25 novembre 1724, Victor-Frédéric épouse Louise (21 août 1709 – 29 juillet 1732), fille du prince Léopold Ier d'Anhalt-Dessau. Ils ont une fille :
- Sophie-Louise d'Anhalt-Bernbourg (29 juin 1732 – 6 octobre 1786), épouse en 1753 le comte Frédéric de Solms-Baruth.

Veuf, Victor-Frédéric se remarie le 22 mai 1733 avec Sophie-Albertine-Frédérique (21 avril 1712 – 7 septembre 1750), fille du prince Albert-Frédéric de Brandebourg-Schwedt. Ils ont cinq enfants :
- Frédéric-Albert (15 août 1735 – 9 avril 1796), prince d'Anhalt-Bernbourg ;
- Charlotte-Wilhelmine d'Anhalt-Bernbourg (25 août 1737 – 26 avril 1777), épouse en 1760 le prince Christian-Günther III de Schwarzbourg-Sondershausen ;
- Marie-Caroline (9 juin 1739 – 11 juin 1739) ;
- Frédérique-Auguste-Sophie d'Anhalt-Bernbourg (28 août 1744 – 12 avril 1827), épouse en 1764 le prince Frédéric-Auguste d'Anhalt-Zerbst ;
- Christine-Élisabeth d'Anhalt-Bernbourg (14 novembre 1746 – 18 mai 1823), épouse en 1762 le prince Auguste II de Schwarzbourg-Sondershausen.

De nouveau veuf, Victor-Frédéric épouse le 13 novembre 1750 en troisièmes noces Konstanze Schmidt, une roturière. Elle reçoit le titre de baronne de Bähr en 1752. Ce mariage morganatique donne naissance à une fille :
- Louise-Frédérique-Wilhelmine de Bähr (4 mai 1752 – 6 juillet 1820), épouse en 1768 le comte Othon-Henri-Louis de Solms-Tecklembourg.